# Marco Cecilio Metelo

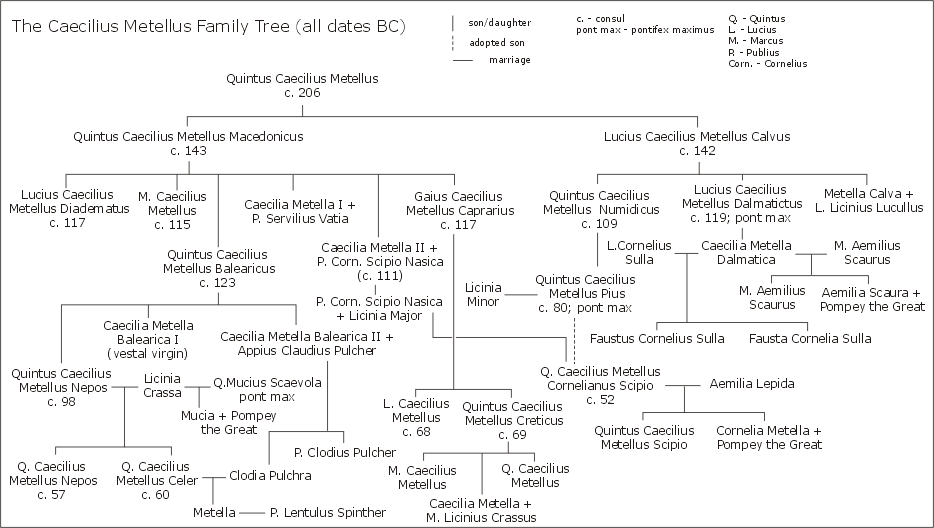
Genealogía de los Cecilio Metelo

Marco Cecilio Metelo (en latín, Marcus Caecilius Metellus) fue uno de los cuatro hijos de Quinto Cecilio Metelo Macedónico.

## Vida
Fue encargado de la acuñación de moneda en 127 a. C., pretor en 118 a. C. y cónsul en 115 a. C. junto con Marco Emilio Escauro, año en que murió su padre.
Entre 114 a. C. y 111 a. C. fue procónsul en la provincia de Córcega y Cerdeña, donde fue enviado para sofocar una insurrección en la isla de Cerdeña. Tras el éxito de la campaña, el Senado le concedió un triunfo, celebrado en julio de 113 a. C.
Ese mismo día se celebró también el triunfo de su hermano, Cayo Cecilio Metelo Caprario, por sus victorias en Tracia.